# Wilhelm Walter
Wilhelm Walter (ur. 1909, zm. ?) – zbrodniarz nazistowski, członek załogi niemieckiego obozu koncentracyjnego Dachau i SS-Scharführer.
Członek Waffen-SS. Od 1 stycznia 1941 do 28 kwietnia 1945 był sierżantem kompanii wartowniczej w obozie głównym Dachau. W procesie załogi Dachau (US vs. Valentin Forster i inni), który miał miejsce 9 stycznia 1947 przed amerykańskim Trybunałem Wojskowym w Dachau skazany został na 2,5 roku pozbawienia wolności.